# Harry Potter (personnage)
Pour les articles homonymes, voir Harry Potter (homonymie).
Harry James Potter [ʔaʁi d͡ʒɛms pɔtœʁ] (en anglais : [ˈhæɹi d͡ʒeɪmz ˈpɒtə]) est le personnage principal de la série littéraire Harry Potter écrite par l'écrivain J. K. Rowling.
Le personnage est interprété par Daniel Radcliffe au cinéma et par Jamie Parker dans la pièce de théâtre Harry Potter et l'enfant maudit (2016).
Le personnage de Harry Potter a été décrit par de nombreux critiques, lecteurs et publics comme une icône culturelle fictive et l'un des plus grands personnages littéraires et cinématographiques de tous les temps.

## Caractéristiques

### Description
Au début de la série, Harry Potter est décrit comme assez frêle et chétif, à cause de sa malnutrition chez les Dursley. Il est assez petit pour son âge, avec des genoux noueux. À quinze ans, il est décrit comme étant pâle et légèrement maladif, comme une personne ayant « beaucoup grandi en peu de temps », et son apparence est négligée en dehors des périodes scolaires. Il a les mêmes cheveux noirs en bataille que son père, et les yeux vert émeraude et en forme d'amande de sa mère. Il porte des lunettes rondes à monture noire et une fine cicatrice en forme d'éclair sur le front, souvent cachée par ses mèches.
Harry est assez timide et plutôt modeste. Il reconnaît très volontiers la difficulté, voire l'incapacité, d'affronter ses peurs et son principal ennemi sans l'aide précieuse de ses amis, en particulier celle de Ron et d'Hermione. Comme d'autres élèves de la maison Gryffondor à laquelle il appartient, Harry sait faire preuve de courage et de discernement, même si ses sentiments l'emportent quelquefois sur sa sagesse (comme Hermione le lui rappelle souvent). Il peut aussi lui arriver quelquefois de perdre patience et de faire exploser sa colère, notamment en cinquième année, alors qu'il est tenu volontairement à l'écart des événements majeurs par les membres de l'Ordre du Phénix, et après la mort de son parrain, alors qu'il est retenu dans le bureau de Dumbledore. Bien que ce dernier soit considéré comme mentor et figure de bienveillance, il arrive à plusieurs reprises que Harry et Dumbledore en viennent à hausser le ton.
Sa baguette renferme une plume de phénix, comme celle de son ennemi Voldemort.
Harry Potter est aussi un très bon joueur de Quidditch, un sport très populaire chez les sorciers, ce qu'il tient de son père. Il joue au poste d'attrapeur dans l'équipe de Gryffondor. Entré en première année dans l'équipe, il est le plus jeune attrapeur depuis un siècle.

### Famille
La famille Potter a également pour ancêtre Ignotus Peverell, le premier propriétaire de la Cape d'Invisibilité, faisant de Harry et Voldemort des parents très éloignés reliés par les Peverell.
|  |  |                  |                  |                  |                  |                   |                   |                   |                   |                   |                   |                |                |                |                |                |                |                |                |               |               |                 |                 |                 |                 |                 |                 |                     |                     |                     |                     |                     |                     | Ignotus Peverell   |                    |                      |                      |                      |                      |                      |                      |               |               |                  |                  |                  |                  |                  |                  |  |  |  |  |  |  |
|  |  |                  |                  |                  |                  |                   |                   |                   |                   |                   |                   |                |                |                |                |                |                |                |                |               |               |                 |                 |                 |                 |                 |                 |                     |                     |                     |                     |                     |                     |                    |                    |                      |                      |                      |                      |                      |                      |               |               |                  |                  |                  |                  |                  |                  |  |  |  |  |  |  |
|  |  |                  |                  |                  |                  |                   |                   |                   |                   |                   |                   |                |                |                |                |                |                |                |                |               |               |                 |                 |                 |                 |                 |                 |                     |                     |                     |                     |                     |                     |                    |                    |                      |                      |                      |                      |                      |                      |               |               |                  |                  |                  |                  |                  |                  |  |  |  |  |  |  |
|  |  |                  |                  |                  |                  |                   |                   |                   |                   |                   |                   |                |                |                |                |                |                |                |                |               |               |                 |                 |                 |                 |                 |                 |                     |                     |                     |                     |                     |                     |                    |                    |                      |                      |                      |                      |                      |                      |               |               |                  |                  |                  |                  |                  |                  |  |  |  |  |  |  |
|  |  |                  |                  |                  |                  |                   |                   |                   |                   |                   |                   |                |                |                |                |                |                |                |                |               |               |                 |                 |                 |                 |                 |                 |                     |                     |                     |                     |                     |                     |                    |                    |                      |                      |                      |                      |                      |                      |               |               |                  |                  |                  |                  |                  |                  |  |  |  |  |  |  |
|  |  |                  |                  |                  |                  | Mr et Mrs Dursley | Mr et Mrs Dursley | Mr et Mrs Dursley | Mr et Mrs Dursley | Mr et Mrs Dursley | Mr et Mrs Dursley |                |                |                |                |                |                |                |                |               |               | Mr et Mrs Evans | Mr et Mrs Evans | Mr et Mrs Evans | Mr et Mrs Evans | Mr et Mrs Evans | Mr et Mrs Evans |                     |                     |                     |                     |                     |                     | Mr et Mrs Potter   | Mr et Mrs Potter   | Mr et Mrs Potter     | Mr et Mrs Potter     | Mr et Mrs Potter     | Mr et Mrs Potter     |                      |                      |               |               |                  |                  |                  |                  |                  |                  |  |  |  |  |  |  |
|  |  |                  |                  |                  |                  | Mr et Mrs Dursley | Mr et Mrs Dursley | Mr et Mrs Dursley | Mr et Mrs Dursley | Mr et Mrs Dursley | Mr et Mrs Dursley |                |                |                |                |                |                |                |                |               |               | Mr et Mrs Evans | Mr et Mrs Evans | Mr et Mrs Evans | Mr et Mrs Evans | Mr et Mrs Evans | Mr et Mrs Evans |                     |                     |                     |                     |                     |                     | Mr et Mrs Potter   | Mr et Mrs Potter   | Mr et Mrs Potter     | Mr et Mrs Potter     | Mr et Mrs Potter     | Mr et Mrs Potter     |                      |                      |               |               |                  |                  |                  |                  |                  |                  |  |  |  |  |  |  |
|  |  |                  |                  |                  |                  |                   |                   |                   |                   |                   |                   |                |                |                |                |                |                |                |                |               |               |                 |                 |                 |                 |                 |                 |                     |                     |                     |                     |                     |                     |                    |                    |                      |                      |                      |                      |                      |                      |               |               |                  |                  |                  |                  |                  |                  |  |  |  |  |  |  |
|  |  | Marjorie Dursley | Marjorie Dursley | Marjorie Dursley | Marjorie Dursley | Marjorie Dursley  | Marjorie Dursley  |                   |                   | Vernon Dursley    | Vernon Dursley    | Vernon Dursley | Vernon Dursley | Vernon Dursley | Vernon Dursley |                |                | Pétunia Evans  | Pétunia Evans  | Pétunia Evans | Pétunia Evans | Pétunia Evans   | Pétunia Evans   |                 |                 | Lily Evans      | Lily Evans      | Lily Evans          | Lily Evans          | Lily Evans          | Lily Evans          |                     |                     | James Potter       | James Potter       | James Potter         | James Potter         | James Potter         | James Potter         |                      |                      |               |               |                  |                  |                  |                  |                  |                  |  |  |  |  |  |  |
|  |  | Marjorie Dursley | Marjorie Dursley | Marjorie Dursley | Marjorie Dursley | Marjorie Dursley  | Marjorie Dursley  |                   |                   | Vernon Dursley    | Vernon Dursley    | Vernon Dursley | Vernon Dursley | Vernon Dursley | Vernon Dursley |                |                | Pétunia Evans  | Pétunia Evans  | Pétunia Evans | Pétunia Evans | Pétunia Evans   | Pétunia Evans   |                 |                 | Lily Evans      | Lily Evans      | Lily Evans          | Lily Evans          | Lily Evans          | Lily Evans          |                     |                     | James Potter       | James Potter       | James Potter         | James Potter         | James Potter         | James Potter         |                      |                      |               |               |                  |                  |                  |                  |                  |                  |  |  |  |  |  |  |
|  |  |                  |                  |                  |                  |                   |                   |                   |                   |                   |                   |                |                |                |                |                |                |                |                |               |               |                 |                 |                 |                 |                 |                 |                     |                     |                     |                     |                     |                     |                    |                    |                      |                      |                      |                      |                      |                      |               |               |                  |                  |                  |                  |                  |                  |  |  |  |  |  |  |
|  |  |                  |                  |                  |                  |                   |                   |                   |                   |                   |                   |                |                | Dudley Dursley | Dudley Dursley | Dudley Dursley | Dudley Dursley | Dudley Dursley | Dudley Dursley |               |               |                 |                 |                 |                 |                 |                 |                     |                     | Harry James Potter  | Harry James Potter  | Harry James Potter  | Harry James Potter  | Harry James Potter | Harry James Potter |                      |                      | Ginny Weasley        | Ginny Weasley        | Ginny Weasley        | Ginny Weasley        | Ginny Weasley | Ginny Weasley |                  |                  |                  |                  |                  |                  |  |  |  |  |  |  |
|  |  |                  |                  |                  |                  |                   |                   |                   |                   |                   |                   |                |                | Dudley Dursley | Dudley Dursley | Dudley Dursley | Dudley Dursley | Dudley Dursley | Dudley Dursley |               |               |                 |                 |                 |                 |                 |                 |                     |                     | Harry James Potter  | Harry James Potter  | Harry James Potter  | Harry James Potter  | Harry James Potter | Harry James Potter |                      |                      | Ginny Weasley        | Ginny Weasley        | Ginny Weasley        | Ginny Weasley        | Ginny Weasley | Ginny Weasley |                  |                  |                  |                  |                  |                  |  |  |  |  |  |  |
|  |  |                  |                  |                  |                  |                   |                   |                   |                   |                   |                   |                |                |                |                |                |                |                |                |               |               |                 |                 |                 |                 |                 |                 |                     |                     |                     |                     |                     |                     |                    |                    |                      |                      |                      |                      |                      |                      |               |               |                  |                  |                  |                  |                  |                  |  |  |  |  |  |  |
|  |  |                  |                  |                  |                  |                   |                   |                   |                   |                   |                   |                |                |                |                |                |                |                |                |               |               |                 |                 |                 |                 |                 |                 |                     |                     |                     |                     |                     |                     |                    |                    |                      |                      |                      |                      |                      |                      |               |               |                  |                  |                  |                  |                  |                  |  |  |  |  |  |  |
|  |  |                  |                  |                  |                  |                   |                   |                   |                   |                   |                   |                |                |                |                |                |                |                |                |               |               |                 |                 |                 |                 |                 |                 | James Sirius Potter | James Sirius Potter | James Sirius Potter | James Sirius Potter | James Sirius Potter | James Sirius Potter |                    |                    | Albus Severus Potter | Albus Severus Potter | Albus Severus Potter | Albus Severus Potter | Albus Severus Potter | Albus Severus Potter |               |               | Lily Luna Potter | Lily Luna Potter | Lily Luna Potter | Lily Luna Potter | Lily Luna Potter | Lily Luna Potter |  |  |  |  |  |  |

### La prophétie de Trelawney

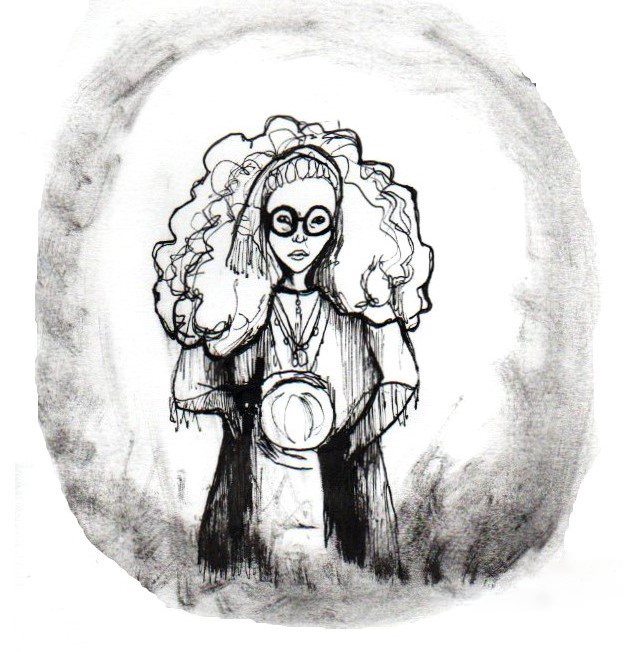
Sibylle Trelawney et la prophétie, plume et encre de Chine.

Sibylle Trelawney, avant de devenir professeur de divination à Poudlard, établit en 1980 une prophétie devant Albus Dumbledore, selon laquelle un enfant né fin juillet aura le pouvoir de vaincre le mage noir Voldemort :

« Celui qui a le pouvoir de vaincre le Seigneur des Ténèbres approche... il naîtra de ceux qui l'ont par trois fois défié, il sera né lorsque mourra le septième mois... et le Seigneur des Ténèbres le marquera comme son égal, mais il aura un pouvoir que le Seigneur des Ténèbres ignore... et l'un devra mourir de la main de l'autre car aucun ne peut vivre tant que l'autre survit... »

Severus Rogue, alors Mangemort, entend la première partie de la prophétie et la divulgue à son maître Voldemort, ignorant qu'elle pourrait désigner Harry Potter, et indirectement Lily Potter, la personne dont il est secrètement amoureux depuis son enfance et mère du bébé.
Harry Potter naissant le 31 juillet 1980, Voldemort est convaincu que la prophétie le désigne, alors que Neville Londubat, né à la même période, pouvait aussi bien être concerné. Néanmoins, Voldemort se sentant davantage menacé par un enfant de sang-mêlé (comme lui-même), désigne Harry comme sa principale menace. En tentant de le tuer en même temps que James et Lily Potter, Voldemort le désigne involontairement comme son égal, c'est-à-dire celui qui devient en conséquence de cet acte la seule personne à pouvoir le vaincre définitivement.
Harry prend connaissance du contenu de cette prophétie seulement à la fin de sa cinquième année, par le biais du professeur Dumbledore.

## Histoire

### Série originelle

#### Enfance chez les Dursley
Harry James Potter naît le 31 juillet 1980, dans le village de Godric's Hollow. Il manque de mourir à l'âge de quinze mois, lorsque Lord Voldemort, ayant eu connaissance d'une partie de la prophétie de Trelawney, lui jette le sortilège impardonnable de l'Avada Kedavra auquel personne n'a jamais survécu jusque-là. Dans Harry Potter à l'école des sorciers, il est indiqué que Harry ne garde de cette attaque qu'une cicatrice en forme d'éclair sur le front. Le sort du mage noir se retourne contre lui-même, le réduisant à un être sans corps, plus faible encore qu'un fantôme mais néanmoins capable d'utiliser son pouvoir de possession.
La puissance de l'amour de Lily Potter, se sacrifiant pour son fils, provoque le « miracle » ; une forme de magie extrêmement puissante que Voldemort était incapable de prévoir et de comprendre. Cette magie a deux conséquences. La première est une protection physique empêchant Lord Voldemort de toucher Harry sans subir une douleur extrêmement vive. Cela sauvera celui-ci en première année. Cette protection est active jusqu'à la quatrième année d'études de Harry lorsque, à la fin du Tournoi des Trois Sorciers, le Seigneur des ténèbres reprend corps en utilisant, entre autres, le sang de son ennemi, Harry, brisant cette protection. Cependant, une deuxième protection est induite de ce sacrifice, restant active jusqu'à la majorité de Harry (17 ans chez les sorciers), à la condition qu'il soit accueilli par une personne de son sang. Ainsi, tant qu'il se trouve dans la demeure de ladite personne, Voldemort ne peut l’atteindre et lui faire du mal. Cette magie reste valable uniquement si Harry retourne à cette demeure au moins une fois par an. Albus Dumbledore, conscient de ce pouvoir, dépose la nuit du meurtre des Potter leur enfant sur le pas de la porte du n° 4, Privet Drive, chez son oncle et sa tante moldus, seuls membres de sa famille encore vivants. Les Dursley obéissent à contrecœur à la demande de Dumbledore, mais mènent la vie dure à Harry, lui donnant à réaliser de nombreuses tâches ingrates et le considérant comme l'enfant de la honte, tandis que leur fils Dudley, un gros garçon dodu gâté par ses parents, fait de son cousin son souffre-douleur. Peu avant son onzième anniversaire, Harry reçoit une lettre de Poudlard, l'école de magie et de sorcellerie, l'invitant à s'y présenter pour la rentrée des classes. Malgré les réticences des Dursley, Harry, guidé par le demi-géant Hagrid, parvient à se rendre sur le chemin de Traverse pour acquérir ses fournitures scolaires et à se rendre à Poudlard.

#### Scolarité

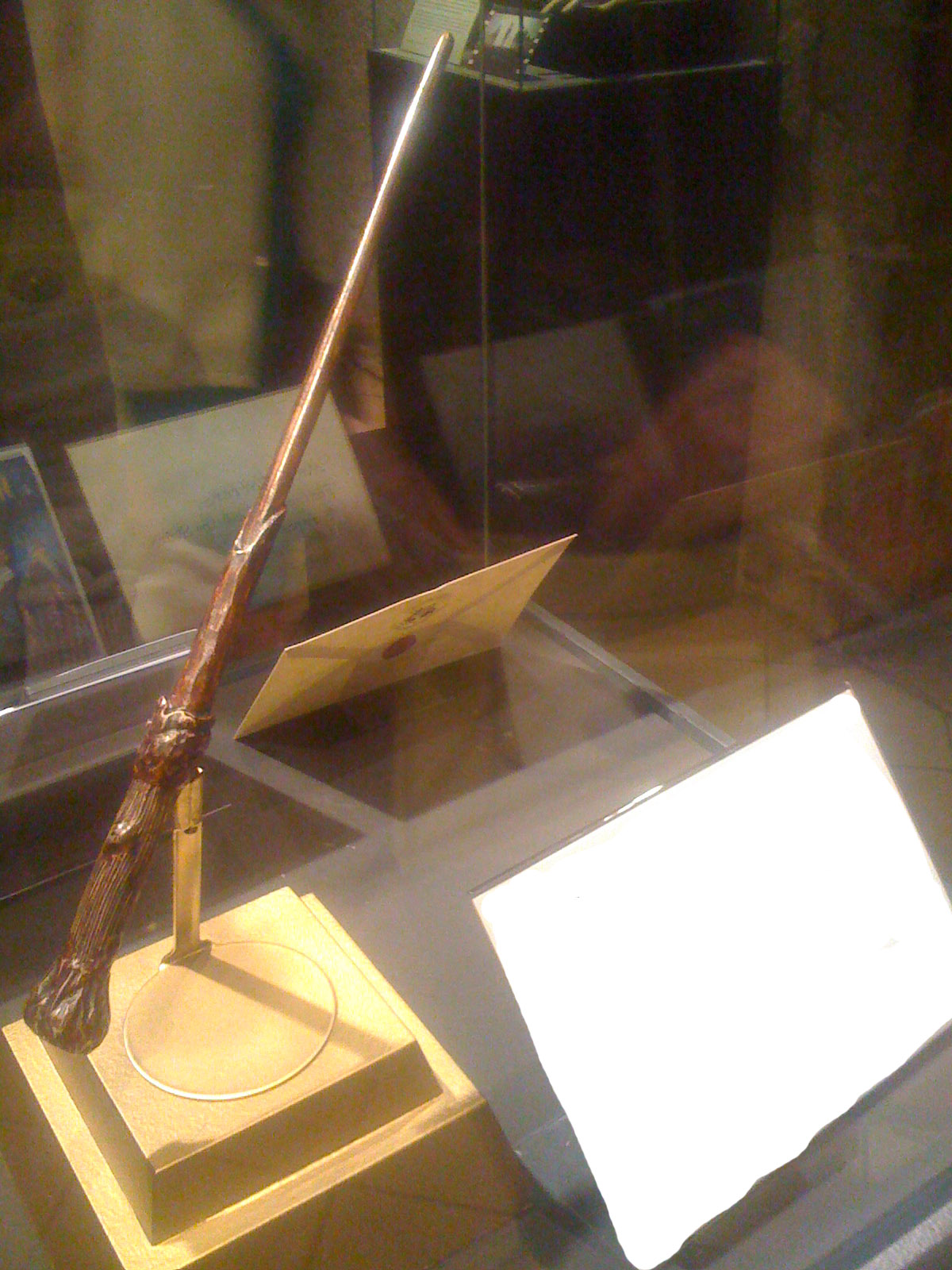
Original de la baguette principale utilisée par Harry Potter dans les films. Exposée au musée des miniatures et décors de cinéma de Lyon.

Dans Harry Potter à l'école des sorciers, à bord du Poudlard Express entre King's Cross et Pré-au-Lard, Harry fait la connaissance de Ron Weasley, avec qui il se lie immédiatement, et Hermione Granger, une sorcière d'origine moldue autoritaire et très attachée aux règles, que les deux garçons ne portent tout d'abord pas dans leur cœur. Ils sont tous les trois envoyés dans la maison Gryffondor. Rapidement, Harry suscite l'intérêt, puis l'antipathie du professeur Rogue, ainsi que de Drago Malefoy, un élève de Serpentard, rencontré plus tôt sur le chemin de Traverse. Plus tard dans l'année, Harry, Ron et Hermione comprennent que la pierre philosophale de Nicolas Flamel est gardée à Poudlard et pensent que Voldemort cherche à s'en emparer par l'intermédiaire de Severus Rogue, ce qui est faux. Avec l'aide de Ron et Hermione, Harry parvient à empêcher Voldemort de récupérer la pierre grâce au miroir du Riséd qui a été ensorcelé par Dumbledore.
Dans Harry Potter et la Chambre des secrets, Harry entend une voix mystérieuse et menaçante à travers les murs du château, qui coïncide avec plusieurs agressions successives, visant les élèves d'origine moldue. Un message déposé sur l'un des murs indique que la Chambre des secrets, une pièce du château à l'existence controversée, aurait été rouverte. Tout laisse à penser que le coupable n'est autre que l'héritier de Salazar Serpentard, le cofondateur de l'école qui aurait créé cette fameuse Chambre pour y cacher un monstre destiné à débarrasser l'école des élèves moldus qu'il ne jugeait pas dignes d'apprendre la magie. Pour sa faculté de parler Fourchelang, Harry est désigné par les autres élèves comme le descendant de Serpentard (possédant ce même talent). En parallèle, Harry découvre un mystérieux journal intime lui permettant de converser avec son propriétaire, un certain Tom Elvis Jedusor, qui lui relate la précédente ouverture de la Chambre et ses conséquences. Tandis qu'Hermione est elle aussi agressée, Harry et Ron découvrent, grâce à ses recherches, que le monstre est un basilic, un serpent gigantesque. Harry et Ron trouvent l'entrée de la Chambre dans les toilettes de Mimi Geignarde et Harry sauve Ginny Weasley du « souvenir » de Jedusor (conservé dans son journal) qui exerçait une forte emprise sur elle et permettait à Jedusor (Voldemort) de puiser son énergie. Harry parvient à tuer le Basilic réveillé par Jedusor et transperce le journal intime avec l'un de ses crochets. Il détruit ainsi le souvenir de Voldemort et son emprise sur Ginny. Il vient également de détruire, sans le savoir encore, le premier horcruxe de Voldemort.
Dans Harry Potter et le Prisonnier d'Azkaban, durant l'été 1993, Sirius Black (accusé d'avoir livré les parents de Harry à Voldemort et tué Peter Pettigrow), s'évade de prison dans le but probable de retrouver Harry et le tuer. À Poudlard, le garçon découvre son nouveau professeur de défense contre les forces du mal, le professeur Lupin, qui prouve rapidement ses compétences et sa bonté. Il se montre particulièrement protecteur envers Harry, et lui avoue avoir été l'un des meilleurs amis de son père, tout comme l'était Sirius Black. Ensemble, ils formaient un trio inséparable, suivi de Peter Pettigrow, durant leur propre scolarité. Grâce à la Carte du Maraudeur et au professeur Lupin, Harry comprend que le véritable traître des Potter est Pettigrow (dont le nom apparaît sur la carte alors qu'il est censé être mort), et que Black — son parrain — est par conséquent innocent. Harry et Hermione parviennent à convaincre Dumbledore de l'innocence de Sirius et réussissent à le sauver du baiser du Détraqueur grâce au Retourneur de Temps d'Hermione. Cependant, la fuite de Pettigrow empêche de prouver officiellement son innocence.
L'année relatée dans Harry Potter et la Coupe de feu est marquée par le retour du « Tournoi des Trois Sorciers ». En plus des trois candidats habituels, la Coupe de Feu choisit en 1994 un quatrième participant : Harry lui-même. Celui-ci est donc contraint d'affronter les trois grandes épreuves : subtiliser un œuf d'or à un dragon, nager sous l'eau pendant une heure pour récupérer un trésor qui lui est cher — en l'occurrence son ami Ron — et s'emparer du trophée caché dans un labyrinthe rempli de créatures dangereuses et de sortilèges. Grâce à l'aide du « faux » professeur Maugrey et d'Hermione, Harry arrive à attraper le trophée dans le labyrinthe en même temps que Cedric Diggory, le second champion de Poudlard. Mais le trophée, transformé en Portoloin par un mangemort sous l'apparence de Maugrey, les emmène dans le cimetière de Little Hangleton. Là, Peter Pettigrow tue Cedric, attache Harry et ressuscite Voldemort en utilisant le sang de Harry. Après l'arrivée des Mangemorts, Voldemort se bat en duel contre le garçon. Mais un étrange phénomène, Priori Incantatum, fait apparaître entre autres les fantômes de James et Lily Potter, qui font diversion pour permettre à Harry de s'échapper. Le ministre de la Magie refuse de croire à la résurrection de Voldemort, considérant le garçon comme un menteur et Dumbledore comme un fou.
Dans Harry Potter et l'Ordre du Phénix, durant l'été de ses 15 ans, Harry utilise un Sortilège de Patronus pour se défendre de l'attaque de Détraqueurs à Little Whinging, mais est aussitôt convoqué à une audience au ministère pour avoir utilisé la magie hors de Poudlard. Harry comprend que le ministère est décidé à ignorer le retour de Voldemort, par confort, et que Fudge, le ministre, souhaite le discréditer. Grâce à l'intervention de Dumbledore, Harry échappe au renvoi de Poudlard et sort impuni de l'audience. En parallèle, il découvre l'Ordre du Phénix, une association secrète créée par Dumbledore dans le but de combattre Voldemort. À la rentrée, le ministre nomme Dolores Ombrage professeur de défense contre les forces du mal, puis Grande Inquisitrice de Poudlard. Cette dernière, cruelle et très stricte, interdit aux élèves de pratiquer les sortilèges. Hermione a alors l'idée de fonder l'« Armée de Dumbledore » (abrégée AD), une organisation secrète pour laquelle Harry deviendrait professeur. L'AD est découverte par Ombrage, qui fait appel au ministre pour renvoyer tous ses membres. Dumbledore assume l'entière responsabilité de l'AD. Ce geste lui vaut d'être condamné à l'emprisonnement, mais Dumbledore parvient à s'échapper de son propre bureau en terrassant le ministre, Ombrage et deux Aurors d'un seul mouvement. Vers la fin de l’année, Harry, pensant que son parrain Sirius est retenu par Voldemort au ministère de la Magie, décide de le secourir avec l'aide de ses amis Ron, Hermione, Ginny Weasley, Neville Londubat, et Luna Lovegood. Ils tombent dans le piège de Voldemort, qui souhaite que Harry récupère la prophétie les concernant tous les deux, afin d'entendre l'intégralité de son contenu. Lorsque Harry récupère la prophétie, les Mangemorts interviennent et tentent de la lui voler. Sirius et d'autres membres de l'Ordre du Phénix, alertés par Rogue, les rejoignent, et un combat s'engage. Sirius est tué par Bellatrix Lestrange, sa cousine. Harry est bouleversé et poursuit Bellatrix dans le but de se venger. Dumbledore les rejoint au même moment que Voldemort. Au terme d'un combat acharné entre les deux mages, Voldemort entreprend alors de posséder le corps de Harry pour le mener à sa propre destruction, bien que sa peine face à la mort de son parrain le sauve finalement des limbes. Arrivent ensuite les membres du ministère, qui sont bien forcés de constater le retour de Voldemort. Fudge et Ombrage sont démis de leurs fonctions et Dumbledore reprend sa place. Mais Harry vient de perdre son dernier parent et perd ses moyens devant Dumbledore, qui le retient dans son bureau pour lui révéler notamment le contenu de la prophétie.

#### Quête des horcruxes
Dans Harry Potter et le Prince de sang-mêlé, son ennemi Drago Malefoy perd de l'assurance. Un jour, Harry le trouve en pleurs. Il semble qu'il ait une mission à remplir pour Voldemort. De son côté, Harry se rend compte de ses sentiments pour Ginny, la sœur de Ron. Voldemort ne se cache plus et la terreur et l'angoisse règnent dans le pays. Mais Poudlard est bien protégé. À la suite de la mort de son parrain, Harry trouve un léger réconfort auprès de Ginny et de Remus Lupin, qu'il voit assez souvent. En parallèle, il retrouve régulièrement Dumbledore avec qui il découvre peu à peu le passé de Voldemort en visionnant des souvenirs provenant de la mémoire de diverses personnes, à l'aide de la Pensine se trouvant dans son bureau. Le plus important de ces souvenirs leur révèle que Voldemort a créé des horcruxes, objets cachés contenants chacun un fragment d'âme de Voldemort pour empêcher leur propriétaire de mourir. Dumbledore et Harry devinent que Voldemort a cherché à en créer sept. Harry apprend que deux d'entre eux sont déjà détruits : le journal de Tom Jedusor qu'il a détruit lui-même lors de sa deuxième année, et la bague d'Elvis Marvolo Gaunt, le grand-père de Voldemort, détruite par Dumbledore. Harry ignore par ailleurs le fait que Dumbledore a tenté lui-même d'enfiler la bague emplie de magie noire à son doigt, le condamnant à mourir. En fin d'année, Dumbledore emmène Harry chercher un autre horcruxe, qu'il pense avoir repéré dans une caverne, mais il s'avère finalement qu'un certain « R.A.B. » l'a déjà pris. Alors qu'ils reviennent à Poudlard, l'école est envahie par les Mangemorts que Drago Malefoy a fait venir. Malefoy s'apprête à tuer Dumbledore, mais il n'en a pas le courage et Severus Rogue exécute le vieux sorcier à sa place. Les Mangemorts fuient après avoir dévasté Poudlard.
Dans Harry Potter et les Reliques de la Mort, Harry, accompagné de Ron et d'Hermione, quitte Poudlard pour achever la tâche de Dumbledore : chercher et détruire les quatre horcruxes restants, puis tuer Voldemort et mettre fin à son régime totalitaire nouvellement instauré. Harry est amené à reconnaître que son caractère est souvent prévisible pour ses ennemis, et altère la perception qu'il a de son entourage. Lorsque Voldemort tue Severus Rogue, à la fin de l'histoire, Harry comprend que Rogue n'était pas un traître meurtrier mais un anti-héros tragique qui a toujours été loyal à Dumbledore. Au chapitre 33 (Le récit du Prince), les souvenirs de Rogue révèlent qu'il était amoureux de Lily Evans, la mère de Harry, mais que leur amitié s'est brisée lorsqu'il s'est associé avec les futurs mangemorts. Les souvenirs de Rogue apprennent également à Harry que Rogue n'a pas assassiné Dumbledore, mais mis à exécution un plan qu'ils avaient tous deux préparé à l'avance. Voldemort, qui a volé la baguette de Sureau dans la tombe de Dumbledore, tente à deux reprises de tuer Harry en l'utilisant. La première tentative envoie Harry dans les limbes, où une représentation d'Albus Dumbledore lui explique que Voldemort a fait de Harry un horcruxe non-intentionnel en tentant de le tuer alors qu'il était bébé, et que le mage noir ne pouvait pas mourir tant qu'une partie de son âme résidait en lui. Cette portion d'âme est maintenant détruite. Harry se retrouve face à Voldemort une deuxième fois, dans ce qui constitue le climax du livre. Le second sort mortel de Voldemort rebondit sur le sortilège de Désarmement de Harry et tue le mage noir, car sa baguette de Sureau refuse d'agir contre son vrai maître : Harry. Tout à la fin, Harry décide de laisser derrière lui la pierre de résurrection et la baguette de Sureau (en la repositionnant dans la tombe de Dumbledore), mais garde la cape d'invisibilité, le véritable héritage de son père.
J. K. Rowling a affirmé que la différence entre Harry et Voldemort est que le premier accepte sa mortalité, ce qui le rend plus fort que son ennemi. « Le vrai maître de la Mort accepte le fait qu’il doive mourir, et qu’il y a de pires choses dans le monde des vivants. Ce n’est pas une quête pour l’immortalité, mais à l’inverse une acceptation de la mortalité. ».
Dans l'épilogue de Harry Potter et les Reliques de la Mort (19 ans après la bataille de Poudlard), Harry et Ginny Weasley ont trois enfants nommés James, Albus et Lily. Ils accompagnent les deux aînés à la voie 9 ¾ pour prendre le Poudlard Express, et y retrouvent Ron et Hermione, qui sont également parents de deux enfants.

### Pièce de théâtre
Dans Harry Potter et l'Enfant maudit, Harry Potter est directeur du département de la justice magique et travaille aux côtés d'Hermione, devenue ministre de la Magie. Il entretient une relation conflictuelle avec son plus jeune fils, Albus Severus Potter, qui entre en première année à Poudlard. Il doit alors apprendre à faire confiance à ce dernier et à lui prouver son amour et sa fierté. Amos Diggory, de son côté, est toujours profondément heurté par la mort de son fils Cedric. Il apprend que le ministère de la Magie possède le dernier retourneur de temps et vient trouver Harry dans l'espoir de faire revenir Cedric. Son fils Albus surprend leur discussion et se lie avec Delphini Diggory, soi-disant nièce d'Amos, et Scorpius Malefoy, fils de l'ancien ennemi de Harry, Drago Malefoy. Ce périple emmène Harry, ainsi que Drago, Ginny, Ron et Hermione dans les méandres du temps et jusqu'au jour où tout a commencé, le 31 octobre 1981. Leur but : arrêter Delphi, qui cache par ailleurs un lourd secret. Cette dernière, étant en réalité la fille de Voldemort, finit par échouer dans son objectif de ramener son père à la vie en l'empêchant d'essayer de tuer celui qui a causé sa perte, qui n'est autre que Harry Potter.

## Création et évolution
C'est en voyageant en train entre Manchester et la gare de King's Cross, en juin 1990, que Rowling visualise pour la première fois le personnage, : « […] J'ai vu très clairement l'idée de Harry et de son école des sorciers. […] Un garçon [maigre à lunettes et aux cheveux noirs] qui ne savait pas qui il était, qui ne savait pas qu'il était sorcier avant de recevoir une invitation pour l'école des sorciers »,. Un peu plus tard, Rowling choisit le prénom « Harry », qui est son prénom de garçon préféré, et « emprunte » le nom de famille de ses anciens voisins avec lesquels elle jouait lorsqu'elle avait sept ans. L'idée d'un héros orphelin est venue avant la mort d'Anne Rowling, survenue en décembre 1990, mais cet événement aura un profond impact sur l'écriture de Rowling et rendra, selon ses dires, les sentiments de son personnage « bien plus profonds et tangibles ».
Chacun des sept romans comporte les caractéristiques du roman initiatique, selon un point de vue narratif interne à la troisième personne : le narrateur limite majoritairement les informations à ce que le personnage de Harry connait, apprend et ressent. Selon Marianne Chaillan, Harry, guidé par Albus Dumbledore, construit tout au long de l'histoire une sorte de réponse à une problématique spécifique de J. K. Rowling (et question centrale de sa série) qui est de savoir quelle attitude adopter face à la mort et à son « effroyable certitude ».

## Compléments d'informations
En 2014, sept ans après la fin de la saga, Le Point rapporte que J. K. Rowling aurait regretté de ne pas avoir marié Harry et Hermione, et qu'elle aurait avoué, lors d'une interview, « avoir fait une erreur ». L'auteure reconnaît que Harry et Hermione auraient formé un couple plus réaliste que Ron et Hermione, mais indique que sa priorité était de se tenir à son plan initial,. Elle ajoute que « la distance » lui a donné « un peu de recul sur ce sujet ». L’interprète d'Hermione au cinéma, Emma Watson, explique que « Harry et Hermione étaient complices comme peuvent l’être un frère et une sœur », mais pense qu’ils auraient fait « un bien meilleur couple »,.

## Adaptations

### Au cinéma

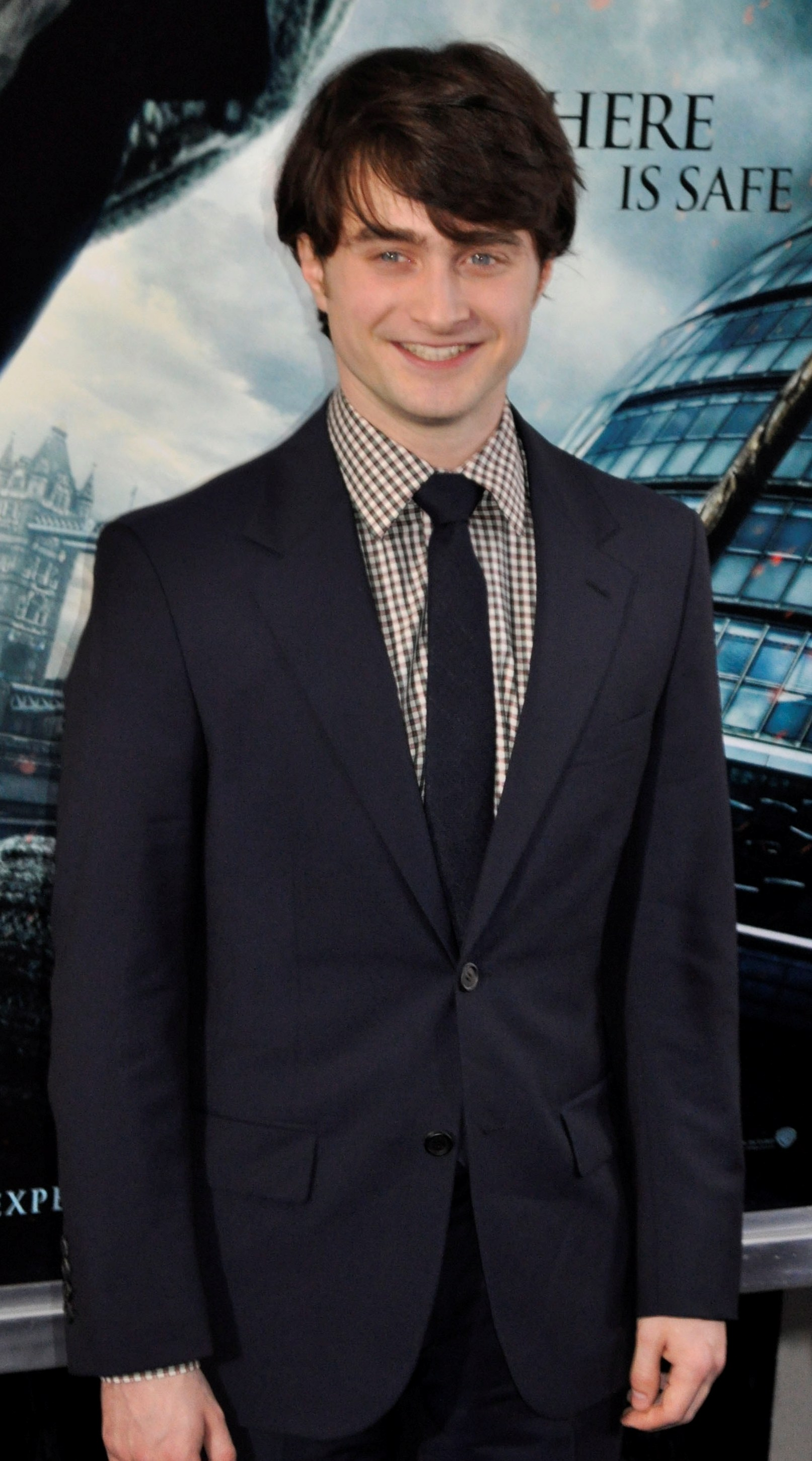
Daniel Radcliffe en 2010.

À la fin de l'année 1999, alors que le projet Harry Potter  est en pré-production, le producteur David Heyman et la directrice de casting Susie Figgis recherchent déjà depuis plusieurs mois les acteurs pouvant correspondre aux rôles principaux. Le rôle de Harry Potter est l'un des derniers à être attribué et le casting se révèle particulièrement difficile. Plus de trois cent jeunes acteurs potentiels passent des essais. Liam Aiken (Ma meilleure ennemie) et Haley Joel Osment (Sixième Sens) sont d'abord envisagés par la production, mais indirectement écartés par J. K. Rowling, qui tient à ce que son personnage soit interprété par un acteur britannique,. Erik Per Sullivan (Malcolm) et Jonathan Lipnicki (Stuart Little) se montrent également intéressés par le rôle. En juin 2000, deux mois et demi avant le début du tournage de Harry Potter à l'école des sorciers, le rôle est finalement attribué à Daniel Radcliffe, alors âgé de onze ans.

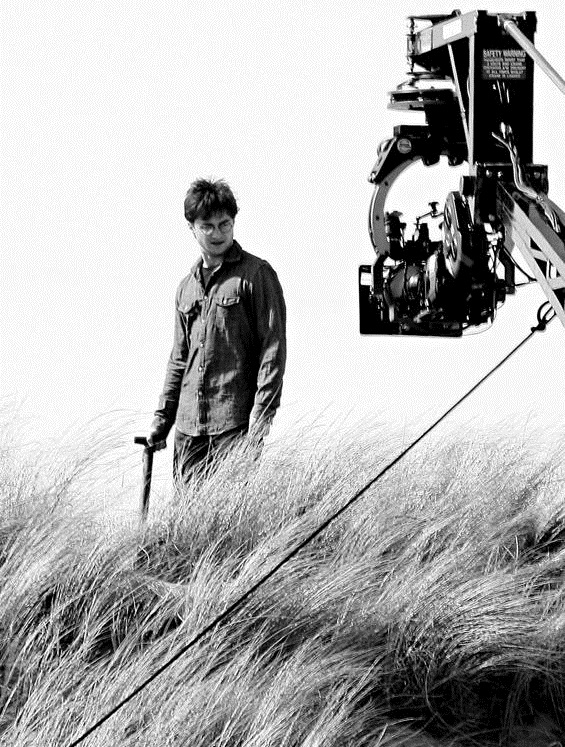
Daniel Radcliffe sur le tournage de Harry Potter et les Reliques de la Mort.

Radcliffe avait été remarqué par Chris Columbus (réalisateur des deux premiers films de la franchise) pour avoir tenu le rôle-titre dans une adaptation télévisée du roman de Charles Dickens, David Copperfield (1999), ainsi que par David Heyman qui le rencontre à l'été 2000, lors d'une sortie au théâtre avec son père, l'agent littéraire Alan Radcliffe. D'abord réticents, ses parents acceptent qu'il passe les auditions pour le rôle. Selon Columbus, « la touche magique, la profondeur intérieure et la noirceur uniques » que possédait l'enfant ont été déterminantes dans leur choix, de même que « la sagesse et l'intelligence » qu'il dégageait pour son jeune âge.
J. K. Rowling précise dans les romans que les yeux de Harry sont verts, comme ceux de sa mère Lily Potter. Néanmoins, l'acteur aux yeux bleus ne supporte pas les lentilles de contact colorées et fait une réaction allergique dès les premiers essais. La toute première scène filmée (conservée au montage  et correspondant à la scène finale du premier film, à la gare de Pré-au-Lard) montre que les yeux de Daniel Radcliffe sont rougis et irrités. Après des essais de retouches numériques non concluants, la production renonce aux yeux verts et préfère conserver la couleur naturelle de ceux de l’acteur.
Pour la chef costumière Jany Temime, Harry Potter est « un garçon qui ne trouve pas sa place, un solitaire », qui lui fait penser à James Dean. Elle confectionne donc des vêtements dans des couleurs douces et discrètes comme le gris, le blanc, le noir et, lorsque le personnage gagne en maturité, du bleu pâle.

### Au théâtre
Dans la pièce Harry Potter et l'Enfant maudit (2016) de John Tiffany, le rôle de Harry Potter adulte est interprété par le comédien Jamie Parker.

## Dans la culture populaire
Un timbre à l'effigie de Harry Potter a été émis en 2007 par La Poste.
Il existe énormément de produits dérivés à son effigie.
Dans le film américain Troll de John Carl Buechler sorti en 1986, le héros s'appelle Harry Potter, mais il semble que ce soit une coïncidence,.

## Accueil et critique
La popularité du personnage de Harry Potter le propulse en tête d'affiche des classements des personnages de la saga,. En 2002, Harry Potter est élu à la 85e place des 100 meilleurs personnages de fiction par le magazine Book et arrive également en 35e position des personnages britanniques dans le programme « 100 Worst Britons We Love to Hate » de la chaîne de télévision Channel 4. En 2010, Entertainment Weekly classe Harry Potter en deuxième position sur sa liste des « 100 plus grands personnages des 20 dernières années » et déclare : « Bien après avoir tourné la dernière page et regardé le dernier crédit final, on sent toujours le personnage de Harry comme quelqu'un que nous connaissons. Et c'est la chose la plus magique venant de lui ».
Le cosplay du personnage de Harry Potter connaît un important succès, ses lunettes cassées, sa cicatrice, sa coupe de cheveux et ses différents styles vestimentaires de Poudlard étant très populaires auprès des enfants à Halloween,. Selon Halloweenonline.com, le costume de Harry Potter est le cinquième costume d'Halloween le plus vendu en 2005. De plus, des groupes de rock comme Harry and the Potters s'habillent régulièrement dans le style de Harry Potter, arborant des cicatrices peintes sur le front.
Avec ses accessoires facilement reconnaissables, il se classe comme une icône culturelle,. UGO Networks cite Harry Potter comme l'un de leurs meilleurs héros : « Harry est un héros pour les jeunes fans garçons et filles souvent opprimés, qui ont enfin une icône qui est respectée et vénérée ».